# (417978) Haslehner
(417978) Haslehner es un asteroide perteneciente al cinturón de asteroides, descubierto el 13 de octubre de 2007 por el astrónomo R. Gierlinger desde el Observatorio Gaisberg en Schaerding (Schärding, Austria).

## Designación y nombre
Designado provisionalmente como 2007 TY184. Fue nombrado en homenaje a la familia Haslehner, que ayudó a construir el observatorio.